# Громадська вулиця (Київ)
Грома́дська ву́лиця — вулиця у Солом'янському районі м. Києва, місцевість Батиєва гора. Пролягає від Провідницької до Радісної вулиці.
Прилучається Привітна вулиця.

## Історія
Вулиця виникла близько 1909 року, під назвою 5-а Лінія. Сучасна назва — з 1958 року.